# HD 114783
HD 114783 — одиночная звезда в созвездии Девы на расстоянии приблизительно 69 световых лет (около 21 парсек) от Солнца. Визуальная звёздная величина звезды — +7,55m. Возраст звезды определён как около 6 млрд лет.
Вокруг звезды обращается, как минимум, две планеты.

## Характеристики
HD 114783 — оранжевый карлик спектрального класса K0V, или K0, или K1V, или K1. Масса — около 0,793 солнечной, радиус — около 0,806 солнечного, светимость — около 0,411 солнечной. Эффективная температура — около 4990 K.

## Планетная система
В 2001 году группой астрономов было объявлено об открытии планеты HD 114783 b.
В 2016 году группой астрономов было объявлено об открытии планеты HD 114783 c.
В 2019 году учёными, анализирующими данные проектов Hipparcos и Gaia, у звезды обнаружена планета HIP 61298 d.